# 市政局百週年紀念花園

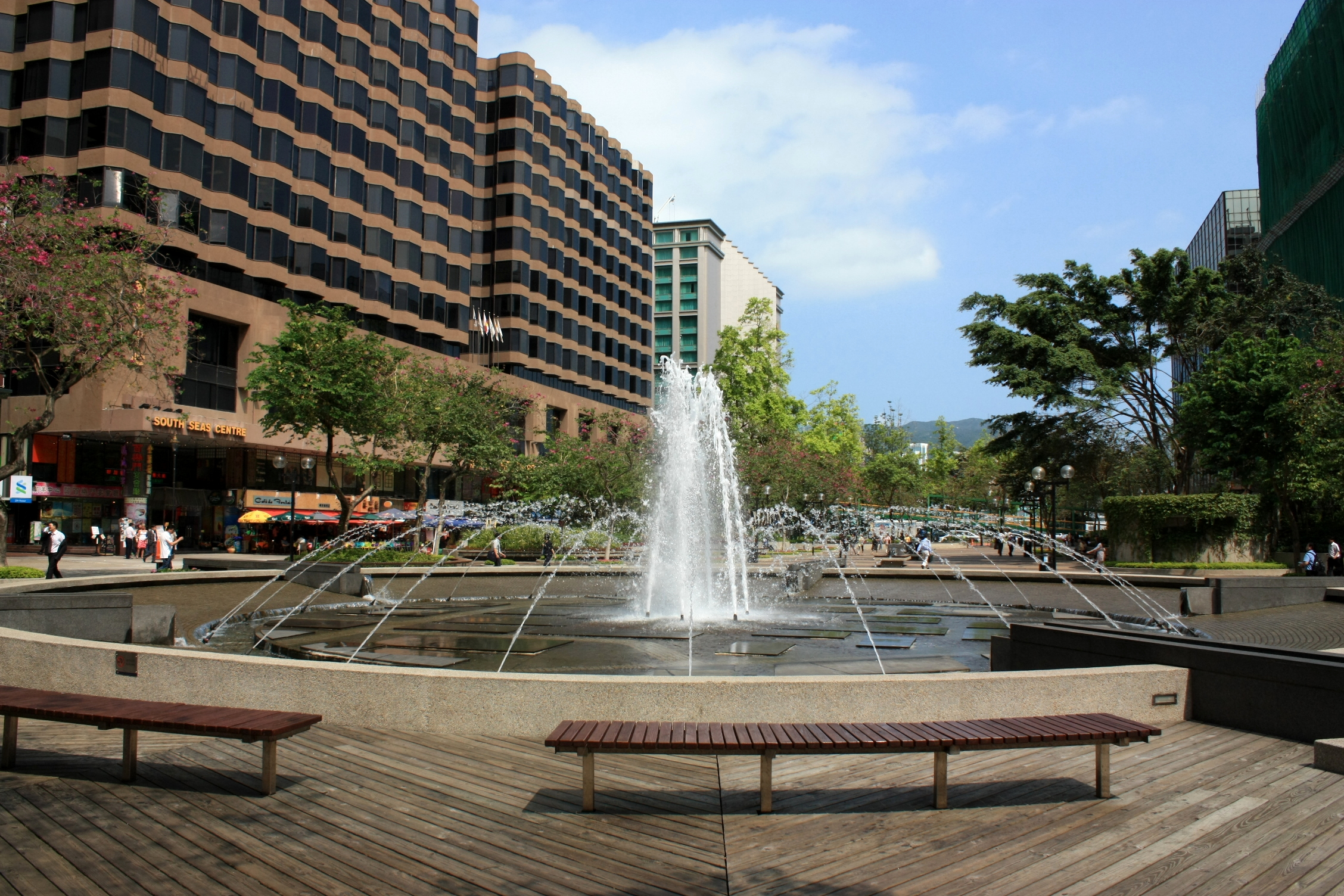
尖沙咀大型圓形噴水池

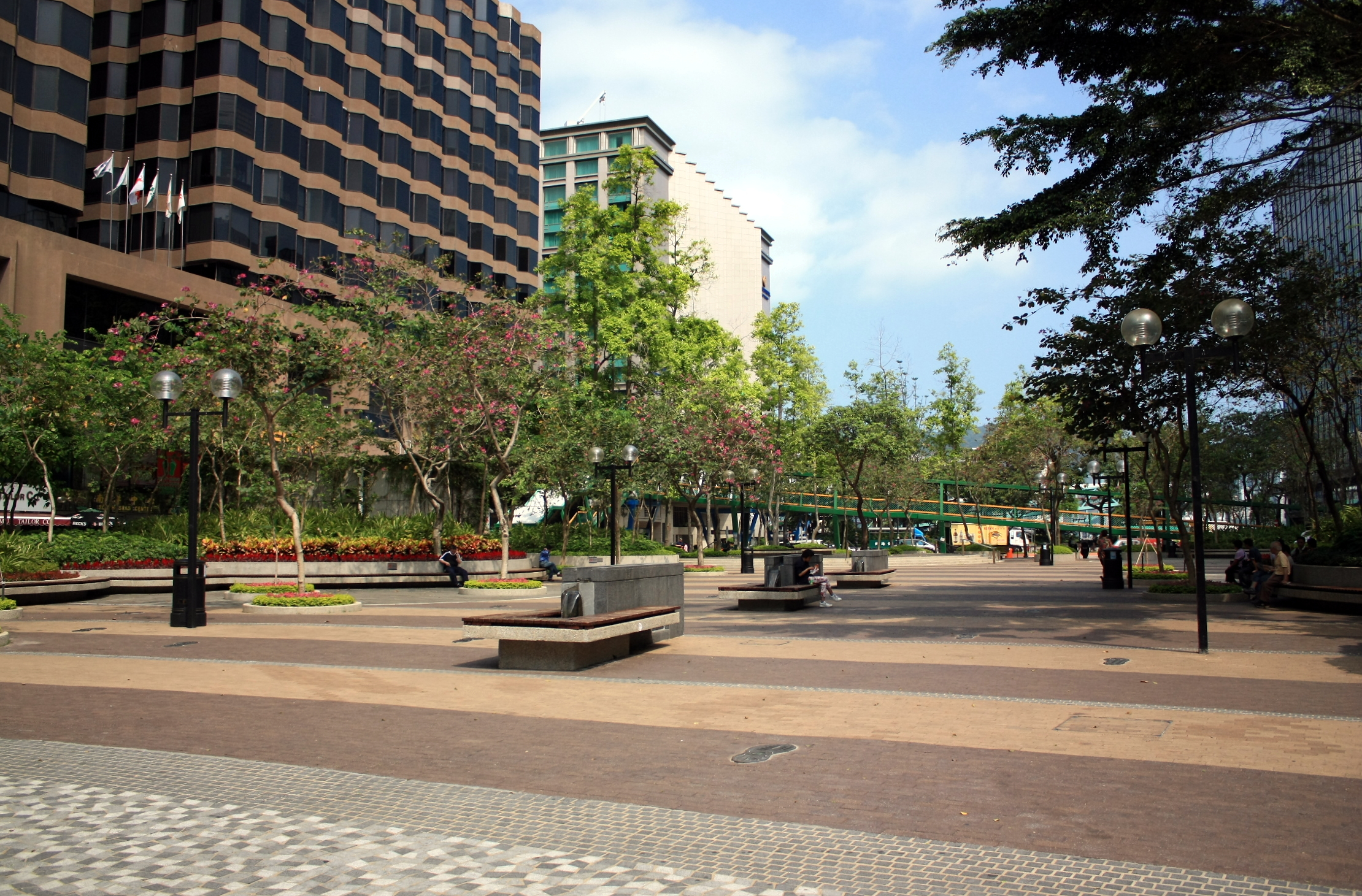
紀念花園近南洋中心

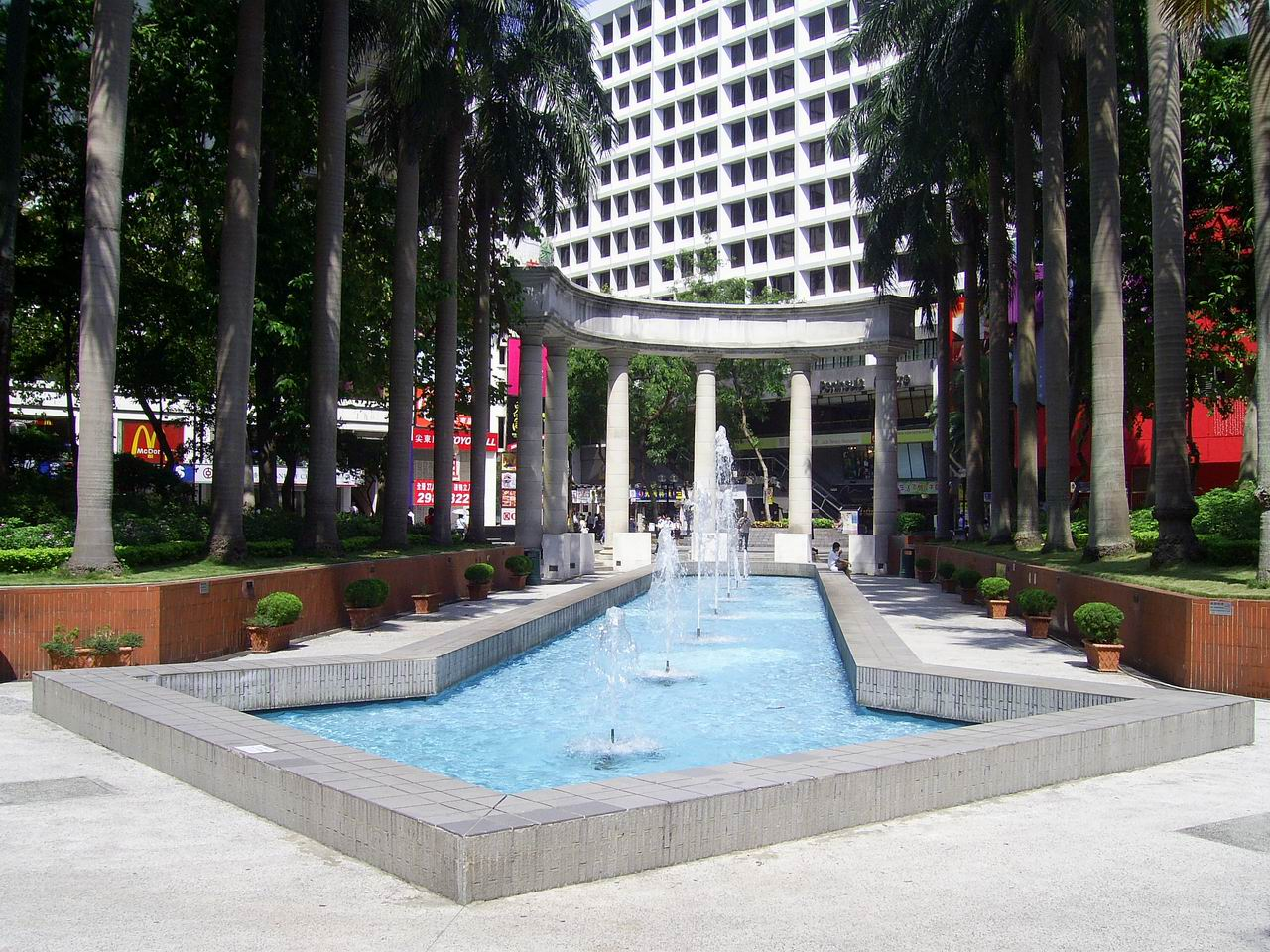
羅馬石柱

市政局百週年紀念花園（英語：The Urban Council Centenary Garden）是香港的一座公園，是由康樂及文化事務署管理，位於九龍尖沙咀東，香港科學館以南，四面都給購物商廈包圍。
市政局百週年紀念花園的位置前身是漆咸道軍營以及九廣鐵路連接何文田及尖沙咀站之間路軌的其中一段。1950年代，該址曾經有中途站。九廣鐵路更改以紅磡站作為終點站後，路軌被拆卸。原址遂開闢為公園，1983年啟用，適逢市政局成立100週年，因而得名。
公園近漆咸道南及金馬倫道有一座長形噴水池，旁邊的6條希臘式石柱來自舊尖沙咀火車站。近麼地道一處亦有一個大型圓形噴水池。

## 工程

### 改建工程
建築署於2005年耗資1,480萬元進行「市政局百週年紀念花園及麼地道公園改善工程」，2006年1月竣工。

### 興建地下蓄洪池
為紓緩漆咸道南的水浸問題，渠務署擬在花園近幸福中心及明輝中心的範圍興建地下蓄洪池及雨水泵房，會於2022年第三季動工，並預計2027年完成。

## 鄰近地標
- 香港科學館
- 香港歷史博物館
- 尖沙咀海濱花園

## 禁煙安排
此場地全面禁煙。

## 外部連結
- 市政局百週年紀念花園位置
- 香港地方 - 地方 - 具特色公園 （页面存档备份，存于）